# Helsingør (stacja kolejowa)
Helsingør – stacja kolejowa w Helsingør, na Zelandii, w Danii. Znajdują się tu 3 perony.